# ガーリィレコード
ガーリィレコードは、吉本興業（東京本社）所属のお笑いコンビ。2012年結成。東京NSC17期生。

## メンバー
高井 佳佑（たかい けいすけ、1992年8月18日（32歳） - ）
- ボケ・モノマネ担当。立ち位置は向かって右。
- 身長169cm、体重86.7kg、血液型A型。
- 北海道上川郡剣淵町出身。北海道士別翔雲高等学校卒業。
- 趣味：アニメ鑑賞、野球、利き声優[1]
- 特技：和太鼓、即興ダンス、モノマネ[1]
- Mr.Children桜井和寿のモノマネを得意とする。Mr.Childrenはもともと大ファンであり、『雨上がり決死隊のトーク番組アメトーーク!』の企画「Mr.Children芸人」（2018年10月5日放送）にも出演[2]。
- 藤原竜也の唯一の公認モノマネ芸人[3]。藤原自身によって公認の発言もあったが、後日「黙認」発言がなされたため、現在は黙認状態である。
- モノマネレパートリー：藤原竜也、桜井和寿（Mr.Children）、武田鉄矢、弟者（兄者弟者）など。
- ガーリィレコードチャンネル内の動画「勧めてくる金八」[4] にてそばアレルギーであることを発言している。本人いわく、小3の大晦日に年越しそばを食べて、年を越せなくなる所だったという。他にもクルミアレルギー、アーモンドアレルギー、メロンアレルギーが判明している。

また、SPY×FAMILY×バーガーキングコラボの動画の際にはピーナッツアレルギーになった事が判明した。
- 2020年12月28日のニコニコ生放送にて一般人女性との婚約を発表。その後、2021年2月27日のYouTube動画にて正式に入籍したことを報告した。

フェニックス（1992年8月3日（32歳） - ）
- ツッコミ・ネタ作り担当[5]。立ち位置は向かって左。YouTubeチャンネルでは主に撮影を担当。本名及び旧芸名は阿部 光（あべ みつる）[6]。
- 身長172cm、体重54kg、血液型B型。
- 東京都大田区蒲田出身。
- 趣味：マンガ・アニメ鑑賞、ゲーム、ガンダム、遊戯王、カードゲーム[1]。
- 特技：ハンドボール[1](中学生の時ハンドボール部に所属していた)
- ヘビースモーカーであり、好きな銘柄はアメリカンスピリット。
- 3歳の時に両親が離婚し父子家庭で育ち、母親が中国系イギリス人であり自分がハーフだということを20歳まで知らなかった[7]。テレビ東京のドキュメントバラエティ番組『母ちゃんに逢いたい!』(2018年6月25日放送)にて香港、バンコクを訪れ母親と22年ぶりの再会を果たした[8][9]。
- 現在の赤羽の一軒家のシェアハウスに住む前は、同期の空気階段・水川かたまり、マチルダ・広永陸と同居していた[10]。

## 概要
- 高井の藤原竜也を中心としたモノマネや、ゲームネタ、ライブでのコントやキャラネタで活躍している。
- 「大乱闘スマッシュブラザーズ 対マスターハンド戦にて全く意味のないフォックス下スマッシュ」のモノマネ動画がTwitter上で10万以上RTされたことをきっかけにSNSを中心に活動している。
- 2012年にNSCの同期で結成。高井はもともと地元の幼馴染とのコンビでNSCに入り、同じ北海道出身の同期を加えたトリオになった後に、自分だけが外された。ともに『世紀末リーダー伝たけし』が好きという共通点があったフェニックスが誘ってコンビを組んだ[11]。
- ヨシモト∞ホールで行われているネタバトルランキングを2019年3月に卒業。
- 2018年1月31日真・三國無双8の完成発表会にて三国無双モノマネを披露し、好評価を受け三国無双公認モノマネ芸人と認定された[12]。
- Hey!Say!JUMPの有岡大貴と伊野尾慧の対談が女性雑誌『with』(2018年11月号)に掲載された際、面白い芸人や動画の話題でガーリィレコードが挙げられた[13]。
- はたらく細胞Blu-ray/DVD vol.4（2018年11月28日発売）の特典映像「アニメ『はたらく細胞』presents 健康お笑いライブ ～花澤香菜×芸人～」に出演[14]。
- 声優・桑原由気が主催するお笑いライブ『桑原由気寄席』に呼ばれていないのに毎回出演している。
- 2018年12月3日PlayStation(プレイステーション)の公式Twitterにて「プレイステーションの日 特別企画」としてガーリィレコードの『PlayStation Classic ものまね』動画が投稿された[15][16][17][18]。
- 2019年1月11日モンスト(モンスターストライク)公式YouTube投稿の『第一回モンスト一芸秀でてる王選手権』に出演[19]。
- 2019年4月 TOKYO FMの『Buzz Catch!』にて4月のパーソナリティを務めた。
- 2019年5月7日放送 「ウチのガヤがすみません!」の『竹内涼真と連絡先交換！友達になる芸人は誰だ！？スペシャル』にてチョコレートプラネットが薦めるツボ芸人3組の内の1組として紹介されネタを披露し、竹内涼真から連絡先交換の指名を受け連絡先を交換した[20][21][22]。
- 『まろに☆え〜るTV』ではDB芸人のトッポ、ディスポとしてゲスト出演している[23]。

## キャラ漫才
ガーリィレコードの漫才はアニメや漫画のキャラクターに扮して行うキャラ漫才であり、レパートリーと配役は下記参照。なお、ものまねになっているとは限らない。
|                                    | 高井佳佑         | フェニックス              |
| ---------------------------------- | ---------------- | ------------------------- |
| DEATH NOTE                         | 夜神月           | リューク                  |
| ちびまる子ちゃん                   | 永沢くん         | 藤木くん                  |
| ジョジョの奇妙な冒険①              | 空条承太郎       | スタープラチナ            |
| ジョジョの奇妙な冒険②              | 虹村億泰         | 虹村形兆                  |
| 新世紀エヴァンゲリオン             | 碇シンジ         | EVA初号機                 |
| 千と千尋の神隠し                   | ハク             | カオナシ                  |
| るろうに剣心                       | 志々雄真実       | 瀬田宗次郎                |
| 遊☆戯☆王①                          | 武藤遊戯(アテム) | 海馬瀬人                  |
| 遊☆戯☆王②                          | 海馬瀬人         | ペガサス・J・クロフォード |
| 大乱闘スマッシュブラザーズシリーズ | マリオ           | キャプテン・ファルコン    |
| サザエさん                         | 磯野ワカメ       | 堀川くん                  |
| 幽☆遊☆白書                         | 戸愚呂弟         | 戸愚呂兄                  |
| 賭博黙示録カイジ①                  | 伊藤カイジ       | 一条聖也                  |
| 賭博黙示録カイジ②                  | 伊藤カイジ       | 船井譲次                  |
| 弱虫ペダル                         | 今泉俊輔         | 御堂筋翔                  |
| NARUTO                             | うちはイタチ     | 干柿鬼鮫                  |
| テラフォーマーズ                   | 膝丸燈           | テラフォーマー            |
| HUNTER×HUNTER                      | クロロ           | ヒソカ                    |
| ドラゴンボール                     | スポポビッチ     | ヤムー                    |
| ドラゴンボール②                    | トッポ           | ディスポ                  |
| はたらく細胞                       | キラーT細胞      | メモリーT細胞             |

## 出演

### テレビアニメ
- パズドラ（テレビ東京、2020年4月4日 - ） - バラエティパートのみ[24]
- オッドタクシー（テレビ東京ほか、2021年4月 - ） - 福本 役（高井）、近藤 役（フェニックス）[25]
- おじゃる丸 （NHK Eテレ、2024年4月29日） - ワルいオバケ 役

### テレビドラマ
- 6秒間の軌跡〜花火師・望月星太郎の憂鬱 第4話（2023年2月4日、テレビ朝日） - 片山貴広 役（高井）[26]

### 映画
- ザ・エレクトリカルパレーズ

## ガーリィレコードチャンネル
- ガーリィレコードのネタである『対マスターハンド戦にて全く意味のないフォックス 下スマッシュ』がTwitterで話題になり、転載防止を兼ねてYouTube投稿を始めた。
- ガーリィレコードの2人に同期芸人の秋山太郎と雨野宮将明を交えた4人でホームビデオ的な動画を主に投稿している。
- シリーズ化している動画は『深夜のテンションシリーズ』『ザコDIYシリーズ』『差し入れ開封』『藤原竜也のモノマネ』『ミスチル』『武田鉄矢』『米津玄師好きデブ』『ゲームモノマネ』『秋山驚太郎シリーズ』『はじめてのたろう』『濡れしりとり』などがある。
- 不定期で生配信をしているが、メンバーのスケジュールの都合上、4人揃っていないこともある。
- 配信や動画撮影をしている一軒家はフェニックス、秋山、同期芸人の中嶋皓庸（さわやかだいちゅき）、「AKB48や坂道シリーズの度を超えたオタク」と言われている一般人男性の4人で住んでいる。5年後に取り壊されることが決まっている家のため、『ザコDIYシリーズ』などで壁などに穴を開けても問題はないらしい。（2018年9月現在）
- 2018年3月 水溜りボンドとコラボ動画を投稿。
- 2019年2月25日放送「しゃべくり007」に出演。高橋一生が中毒になっているものの1つとしてガーリィレコードチャンネルが紹介され「気配斬り」を披露した[27]。また、この共演をきっかけに高橋一生からガーリィレコードチャンネルへ差し入れとして肉のカタログギフトが送られた。（2019年4月ガーリィレコード チャンネルYouTube動画投稿）
- 2019年4月6日放送「嵐にしやがれ春の2時間スペシャル」の「THIS IS MJ」のコーナーに出演。松本潤がゲストの山﨑賢人、吉沢亮と「気配斬り」で対決した[28],
- 2019年4月 ちびまる子ちゃんの公式YouTubeチャンネルのちびまる子ちゃんねるとコラボ動画を投稿。
- フェニックスと秋山のMarvel好きが高じて2019年4月26日公開『アベンジャーズ/エンドゲーム』の試写会（2019年4月25日）にガーリィレコードチャンネル4人が招待された。
- 2019年5月 ガチャピンちゃんねるの公式YouTubeチャンネルとコラボ動画を投稿
- 2020年7月30日放送「ダウンタウンDX」にて、ガーリィレコードの2人がスタジオゲストとして出演。ネットで話題の芸能人としてガーリィレコードチャンネルが紹介され、ダウンタウンの前で藤原竜也モノマネの漫才も披露した[29]。

### 出演者

#### レギュラーメンバー
ガーリィレコード（フェニックス、高井佳佑）を除いた、チャンネルへのレギュラー出演しているメンバー。
雨野宮 将明（あめのみや まさあき）
- NSC東京17期。通称「雨ちゃん」「アメ」。
- チャンネルではフェニックスと共にブレインの役割を果たしつつ、プレイヤーとしても活動しており「蹴り」担当である。また、特徴的な笑い方をすることから「笑い」担当とも言われている[30]。
- ガーリィレコードにYoutube動画の投稿をすすめ、チャンネル初期の動画は雨野宮が撮影を務めるなど裏方に徹していたが[30]、秋山太郎が動画に出演しはじめた頃から自身も出演するようになった。
- ガーリィレコードの高井と2019年頃からシェアハウスをしていたが、2020年12月に高井が婚約に伴い婚約者と同棲を始めたため、シェアハウスは解散した。
- ハリー・ポッターシリーズが大好きである。
- ニコニコチャンネルの「ガーリィレコードチャンネル裏アカ」の運営を担当している。

太郎（たろう、1992年6月4日（33歳）- ）
- 本名は秋山 太郎。
- NSC東京17期。「パンプアップ」のコンビで活動（2012年-2019年解散）していた。
- 身長174cm、体重97kg。
- ぽっちゃり体型の芸人たちによるアイドルユニット「甘栗カンパニー」のメンバー。
- ガーリィレコードチャンネルでは「かわいさ」担当であり、メンバーには「太郎ちゃん」と呼ばれている。
- 動画への出演自体は雨野宮よりも早く[30]、2018年4月24日の動画から出演[31]して以降、同年夏頃からはレギュラー出演している。
- ガーリィレコードのフェニックス（ほか2名）と同居する一軒家にある太郎の部屋は、本人在宅を問わず動画を撮影するスタジオとして頻繁に使用されており、時頼、高井と雨野宮がミットを持って蹴る・殴る等の企画をしたり、出演者が飛び回ったりするために、仕送りのお礼で太郎が母親に電話したところ「床が抜けないか？」と心配されたことがある[32]。
- 太郎の持ちネタである「マイッチャイマスヨネ」は、当初、動画内で披露する頻度は少なく認知度も低かったが、母親の仕送りに同封された手紙の一文で使用された[33] ことをきっかけに、ファンからの差し入れに同封される手紙にも、しばしば用いられるようになり、2018年12月2日に開催された劇場版ガーリィレコードチャンネルでは第3部で「太郎のマイッチャイマスヨネNight[34]」のコーナーを担当するほど認知されるようになった。
- Marvel好きであり、チャンネル動画内で着用している服装はMarvel関連のものが非常に多い。
- チャンネル動画では「秋山驚太郎」「はじめての太郎」「フェニ太郎ゲーム」など、太郎がメインのシリーズ動画が多数アップロードされている。
- 高井と共に「濡れしりとり」シリーズで共演している。
- 俳優の稲葉友は地元からの友人である[35]。

#### その他メンバー
なかじま徒歩圏内（なかじまとほけんない）
- NSC東京17期。「さわやかだいちゅき」のコンビで活動。
- 痩身に眼鏡の容姿がフェニックスに似ているため、「ダークフェニックス」（または縮めて「ダーフェ」）の愛称で親しまれている。
- 令和3年1月13日より「中嶋 皓庸（なかじま こうよう）」から現在の芸名に改名。
- ガーリィレコードのフェニックスと秋山太郎、一般男性の4人でシェアハウスに住んでいる。自室は二階の秋山の隣室である。
- チャンネルでは、しばしば夜勤明けで就寝しているところを起こされたり、部屋を『ザコDIYシリーズ』でリフォームされたり、食事を共にしていることがある。
- 太郎が大阪で舞台「KAKERU」[36]に出演している際、フェニックス、高井、雨野宮と大阪観光に同行し、撮影担当を務めていた。
- 劇場版ガーリィレコードチャンネルでは黒衣のように活動しているが、しばしば舞台に顔を見せると観客から歓声があがるなどレギュラーメンバーに引けをとらないほど認知度は高い。
- ジャニーズのファン（本人曰く「崇拝」）であり、自室は数々のジャニーズのアルバムやグッズで埋め尽くされている。
- 山口一郎（サカナクション）のYoutube動画「たぶんバレない男」[37]に映り込んでいるのがファンに発見された[38]。
- 2023年8月16日にYouTubeにてチー牛チャンネルを開設

大嶺 ケイシロウ（おおみね けいしろう）
- 本名:大嶺 経志朗（読み同じ）
- NSC東京18期でガーリィレコードチャンネルのメンバーの1期後輩にあたる。2022年10月まではコンビ「コメットパンチ」として活動[39]。ダーク雨野宮と呼ばれていた時期もある。
- しばしば動画に出演していたり撮影を担当していることがある。
- 沖縄県出身であり、チャンネル動画の『豊満トラベラーズin沖縄』シリーズでは案内役をつとめ、メンバーを実家に招待していた。
- 劇場版ガーリィレコードチャンネルでは、『ショットガンデブ』のコーナーで司会を務める他、各企画のMCを任されている。
- 2020年1月より、高井・雨野宮のシェアハウスに正式に入居した[40]。その後ダイニングルームを無許可で改造して自室兼ゲーム配信部屋を作り[41]、後輩芸人のミシェル・今野と共にゲーム配信をしていた[42]。
- &CAST!!!アワー ラブエール!では構成作家として参加し、担当した峰岸佳、山口竜之介、鶴野有紗、杉山綾菜とも親交がある。
- 親交のある伊福部崇と洲崎綾の新婚旅行に付いて行った。
- 2023年3月20日、芸人を引退[43]。

## 賞レース等の出場・実績

### M-1グランプリ
| 年度             | 結果      | エントリー No. |
| ---------------- | --------- | -------------- |
| 2016年（第12回） | 3回戦敗退 | 371            |
| 2017年（第13回） | 2回戦敗退 | 685            |
| 2018年（第14回） | 2回戦敗退 | 1287           |
| 2019年（第15回） | 3回戦敗退 | 2170           |
| 2021年（第17回） | 3回戦敗退 | 3764           |
| 2022年（第18回） | 2回戦敗退 | 2863           |

### キングオブコント
| 年度            | 結果      |
| --------------- | --------- |
| 2013年（第6回） | 2回戦敗退 |
| 2014年（第7回） | 2回戦敗退 |

### その他の大会・コンテスト
- 第0回スーパー野田ゲーPARTY eスポーツ大会 優勝（2021年4月28日、高井）
- お笑いゲームネタNo.1決定戦 ゲームネタグランプリ 第1回 準優勝（2022年3月12日）[44]
- お笑いゲームネタNo.1決定戦 ゲームネタグランプリ 第2回 予選敗退（2023年3月18日）[45]

## 主催ライブ
ゲームネタやテレビゲーム対戦などをゲーム好き芸人らと共に行うゲームネタライブと、ガーリィレコードチャンネルとしてコーナーやトークを行う劇場版ガーリィレコードチャンネルが主な主催ライブとなっている。
- 2017年9月28日 『ゲームネタライブ 終点アイテム無し』JPOPcafe渋谷にて開催。
- 2017年12月29日 『ゲームネタライブ2〜2の名作率は異常編〜』JPOPcafe渋谷にて開催。
- 2018年3月23日 『ゲームネタライブ3〜そして阿佐ヶ谷へ〜』『げえむねたの夜』阿佐ヶ谷ロフトAにて開催。
- 2018年8月4日 『ゲームネタライブ4〜阿佐ヶ谷の野望〜』阿佐ヶ谷ロフトAにて開催。
- 2018年12月2日 『劇場版ガーリィレコードチャンネル』『2部 劇場版ガーリィレコードチャンネル〜リローデッド〜』 『3部 太郎のマイッチャイマスヨネNIGHT』ヨシモト∞ドームステージⅠにて開催。
- 2018年12月21日 『ゲームネタライブ5〜阿佐ヶ谷の花嫁〜』『げえむねたの夜2』阿佐ヶ谷ロフトAにて開催。
- 2019年3月30日 『劇場版ガーリィレコードチャンネル2』ヨシモト∞ホールにて開催。2部構成になっており、2部はボードゲームスーパーカロム協賛でスーパーカロムのトーナメント戦を行なった。
- 2019年4月30日 『ゲームネタライブ6〜阿佐ヶ谷の大地〜』阿佐ヶ谷ロフトAにて開催。
- 2019年5月31日『劇場版ガーリィレコードチャンネル3』『マイッチャイマスヨネNight2』よしもと幕張イオンモール劇場にて開催。